# کمپین ریاست‌جمهوری ایمی کلوبشار، ۲۰۲۰
کمپین ریاست‌جمهوری ایمی کلوبشار (انگلیسی: Amy Klobuchar 2020 presidential campaign) در روز ۱۰ فوریهٔ ۲۰۱۹ اعلام شد. پیش از اعلام این کمپین انتخاباتی، ایمی کلوبشار، نمایندهٔ ایالت مینه‌سوتا در مجلس سنای ایالات متحده، به‌عنوان یک نامزد بالقوه برای ریاست‌جمهوری ایالات متحده مطرح شده بود.
ایمی کلوبشار یک روز پیش از سه‌شنبه بزرگ کمپین خود را متوقف کرد و بعد حمایت خود را از جو بایدن اعلام نمود.